# Raoul de Beaumont
 (septembre 2022).
Radulphe ou Raoul de Beaumont, né au Xe siècle et mort le 29 juillet 1060 est un bénédictin normand, huitième abbé du Mont Saint-Michel de 1048 à 1053.
Le précédent abbé du Mont Saint-Michel, Suppo, ayant été contraint, pour avoir mené une vie dissolue, où il engloutit des dons du duc de Normandie Robert le Magnifique et aliéna plusieurs terres, de se dérober à la colère de ses frères en se réfugiant dans l’abbaye de Frutare, les religieux montois, voulant se concilier la protection des ducs, crurent plus prudent de donner avis à ce prince de la retraite de leur abbé, que d’occuper, par une élection canonique, leur chaire abbatiale devenue vacante.
Sans égard pour cette démarche, Guillaume le Conquérant y plaça, de son autorité, Radulphe, dont le titre à cette faveur fut moins le mérite que la haute naissance.
Ayant pris immédiatement possession de sa charge, Radulphe s’efforça d’effacer par ses vertus les dispositions défavorables qu’avait pu exciter dans l’esprit de ses moines l’infraction à leurs privilèges, à laquelle il devait sa dignité. Il fit également bâtir les piliers romans dont les cintres supportent le clocher de l’abbaye.
Les pratiques religieuses et les travaux artistiques ne purent cependant satisfaire à son ardente ferveur. Cédant à l’exaltation pieuse qui couvrait de pèlerins les mers d’Orient et les routes d’Allemagne, il remit entre les mains du prieur claustral les richesses de l’abbaye, pour entreprendre le voyage de Jérusalem.
C’est, à Chypre, au retour de cette pérégrination lointaine, que la mort le surprit. Rapportée dans le monastère dont il avait été l’abbé, sa dépouille fut honorée de funérailles solennelles.